# Rhyacophila kando
Rhyacophila kando är en nattsländeart som beskrevs av Schmid 1970. Rhyacophila kando ingår i släktet Rhyacophila och familjen rovnattsländor. Utöver nominatformen finns också underarten R. k. rengma.